# Paramos
Paramos é uma localidade portuguesa sede da freguesia homónima do município de Espinho, freguesia com 5,87 km² de área e 3127 habitantes (censo de 2021), tendo, por isso, uma densidade populacional de 532,7 hab./km².
Trata-se de uma freguesia litoral situada entre a cidade de Espinho, a norte, e a cidade de Esmoriz, a sul, dividida pela antiga EN 109. Confronta com as freguesias de Silvalde, a norte, Esmoriz, a sul, e São Paio de Oleiros (Município de Santa Maria da Feira), a oriente. Dista cerca de 25 km da cidade do Porto e 50 km da cidade de Aveiro.
Nos anos de 1864 a 1920 fazia parte do município da Feira, sendo transferido para o de Espinho pelo decreto nº 12.457, de 11 de outubro de 1926.

## História
É povoada desde remota antiguidade, e nela foram  encontrados vestígios de uma anta.
Data de 897 uma referência à Lagoa de Paramos, publicada nos Port.Mon.Hist.et Ch XII, num documento do mosteiro de Pedroso.Outra referência consta do Livro Preto da Sé de Coimbra e figura também nos Dipl. et Ch. sob o nrº XXV, datando de 922.O primeiro documento que faz menção da Vila de Paramos é de 1013, doação de Pelágio Gonsalvo a sua esposa da herdade que possuía em Esmoriz: " Villa ermorizo et cortalaza subtus castro de obile…quomodo dividet cum villa paramio" (Dipl. et Ch CCCXX). Num documento de 1050, publicado nos Dipl, et Ch. sob o nrº 378, encontra-se uma relação das vilas e fundos pertencentes a Gonsalvo Ibn Egas e sua mulher,D. Flâmula. Neste importante documento vêm citadas as vilas: " Arcozelo, Seixozello, Cerezedo,Anta, Olleiros, trabanca et radize de sancta maria e villa paramio integra per suos terminos et comparamus illa de comidesa domna tuda et de sua filia domna lluba iin una pretiada im alios CCC."
Outros documentos referem-se à Vila de Paramos nestas remotas idades, fazendo delas menção a excelente monografia do Pe Manuel F. de Sá (Monografia de Paramos), publicada em 1937. Por um documento de 1128, publicado no Censual do Cabido do Porto, p. 342, sabe-se que no princípio do século XII, Paramos ainda era vila. Só na segunda metade do século XII ou logo no princípio, passou a ter a categoria de Freguesia, tendo sido o seu primeiro Pároco o Pe Pedro Domingues, mencionado nas Inquirições de D. Afonso III (1251). D. Afonso III, determinou que se fizesse uma inquirição sobre quatro herdades desta freguesia, de que se dizia directo senhorio o Mosteiro de Pedroso.Foi publicada a mesma por João Pedro Ribeiro nas Dissert.Cronol.vol.I,doc nr 89 do Apêndice. As inquirições de D.Dinis também se referem a Paramos.
Na vila da Paramos havia uma quinta de João Nogueira e outra de Lourenço Anes, que eram honradas e honravam a vila onde se encontravam. Esta quinta de João Nogueira era a mesma  que D.Tuda vendeu a Gonsalvo Ibn Egas, e já seria honrada desde o século X. Foi esta freguesia uma reitoria de apresentação alternativa dos colégios da Companhia e das Artes de Coimbra, passando depois para apresentação da Universidade.
Aproveitou Paramos, do Foral da Feira, dado por D. Manuel I em Lisboa, a 10 de novembro de 1514. Como curiosidades refira-se que Paramos teve como donatário e então senhor, D. Nuno Álvares Pereira, o Santo Condestável e sereno herói de Aljubarrota, por doação do Rei D. Fernando I das terras de Santa Maria da Feira, as quais aquela integrava, à Casa do Condado de Barcelos, de que D. Nuno foi primeiro Conde. Terra honrada desde o século X, foi o seu penúltimo morgado Francisco Pinto Henriques de Meneses, fiel servidor da causa do Senhor D. Miguel, agraciado com a mais alta venera portuguesa, a "Torre e Espada" de Valor, Lealdade e Mérito.

## Demografia
A população registada nos censos foi:
| Ano  | 0-14 Anos | 15-24 Anos | 25-64 Anos | > 65 Anos |
| 2001 | 695       | 566        | 2059       | 469       |
| 2011 | 482       | 437        | 1967       | 629       |
| 2021 | 301       | 346        | 1611       | 869       |

## Património
- Castro de Ovil
- Cruzeiro
- Casa dos Pintos, com capela
- Capelas da Senhora da Aparecida e de Nossa Senhora da Guia, com via-sacra e oratório
- Anta
- Antigo Colégio das Freiras
- Praia
- Lagoa

## Economia
Utilizado como castro celta desde antes da Era de Cristo, Paramos, rural, a par da freguesia vizinha de Silvalde, cultivou predominantemente milho, constituindo-se como o celeiro da região.
São os seus habitantes, também, uma referência da arte da tanoaria, que se tem imposto, pela sua precisão, além fronteiras.
Esta freguesia possui variados estabelecimentos, desde o seu quartel de engenharia, passando pelo seu evoluído Centro Social, e a Igreja matriz que se encontra no ponto mais alto da freguesia.

## Turismo
Existe em Paramos uma estação arqueológica, o Castro de Ovil, testemunha silente de antepassados que remontam a 2900 A.C. e cuja importância para o conhecimento dos povos e região está ,ainda, por determinar. É a freguesia de Paramos também conhecida pela bela praia atlântica detentora das melhores águas da região. Passada a estranheza de se ter de atravessar uma pista área para alcançar a praia, dá-se de caras com um imenso e limpo areal, dividido por um pontão artificial que rodeia uma capela. Envolvente pouco atrativa. Próximo, em Silvalde, situa-se o tradicional Clube de Golfe do Porto, fundado em 1890.
De pé ainda se encontra aquele que é tido como o primeiro grande estabelecimento de ensino do concelho de Espinho, o Colégio Jesus Maria, José, sito muito perto da actual Junta de Freguesia, hoje desactivado e na posse de particulares. Em ruínas, embora, é possível ainda apreciar-se o Solar e Pedra de Armas dos « Pintos » de Paramos, a sobressair altaneiro na Quinta,  onde faleceu aquele fidalgo.
É esta freguesia sede do Aeródromo de Paramos, que beneficiando de uma pista militar, tem servido de Escola de Voo e também de pára-quedismo. Distribui-se assim Paramos por 660 hectares de terra, " onde são notas salientes, uma boa área de terreno lavradio, uma boa mancha florestal e a maior costa atlântica do Concelho". A Lagoa de Paramos, também chamada Barrinha de Esmoriz, por via da sua abertura para sul já nesta cidade constitui " (...) riquíssmo ecossistema" (...) " classificado como Reserva Natural,e como tal, apadrinhado pelo Núcleo Português de Estudo e Protecção da Vida Selvagem. A Lagoa de Paramos referenciada em documento do Mosteiro de Pedroso, desde antes da nacionalidade,no ano 897 D.C., estende-se numa área cerca de 1450 metros de comprimento por 1300 m de largura.
O orago da Freguesia de Paramos é Santo Tirso.

## Colectividades
Como animadores culturais tem Paramos a BUMP - Banda União Musical Paramense desde 1933, O ABCR - Rancho Regional Recordar é Viver, a Associação Desportiva de Paramos,O GRBCD - Grupo Recreativo Bem Fazer, Cultura e Desporto, A Sociedade Columbófila os Andorinhas de Paramos.

## Infraestrutura

### Militar
O Regimento de Engenharia N.º 3 (RE3) MHA • MHM  é uma unidade militar do Exército Português, instalada no quartel de Paramos em Espinho.
O RE3 tem como encargos, para com a componente operacional do sistema de forças do Exército, o aprontamento da Companhia de Engenharia orgânica da Brigada de Intervenção e da Companhia de Engenharia das Forças de Apoio Geral.
O RE3 colabora ainda - nos termos legais e e na sequência de determinações superiores - em ações no âmbito das missões de interesse público, designadamente no apoio à Autoridade Nacional de Proteção Civil - em caso de catástrofes - e na melhoria das condições de vida das populações, através da realização de trabalhos gerais de engenharia na vertente das construções horizontais.
O RE3 tem origem no Batalhão de Engenharia N.º 3 (BE3) criado em 1955, no Campo Militar de Santa Margarida, o qual integrava a 3.ª Divisão do Corpo de Exército Português atribuída ao SHAPE (Supremo Quartel-General das Potências Aliadas na Europa) como encargo nacional português para a OTAN.
Na sequência do Decreto-Lei n.º 181/76 de 4 de maio, o BE3 foi transferido para Espinho e transformado no Regimento de Engenharia de Espinho (REE). A partir de 31 de julho de 1976, o REE aquartelou-se no Quartel de Paramos, ao sul de Espinho, junto ao Aeródromo de Espinho. Aquele quartel tinha sido antes ocupado pelo Grupo Independente de Aviação de Caça (entre 1948 e 1953), pela guarnição do Aeródromo de Manobra N.º 1 (entre 1953 e 1956), pelo Grupo de Artilharia Contra Aeronaves N.º 3 (entre 1955 e 1976) e por um destacamento do Regimento de Cavalaria do Porto.
Pelo Despacho n.º 72 do ministro da Defesa Nacional, a 30 de junho de 1993, o REE passou a designar-se "Regimento de Engenharia N.º 3".

### Desportiva
COMPLEXO DESPORTIVO DE PARAMOS
Serve as seguintes coletividades desportivas da Freguesia (Funcionando como Campo Principal-Fator casa): Associação Águias de Paramos; Associação Desportiva Lomba de Paramos; Associação Desportiva Quinta de Paramos; Associação Grupo Desportivo Juventude da Estrada; Escola de Futebol Geração Paramos; Grupo Recreativo Benfazer Cultura e Desporto - Os Morgados
RINQUE POLISDESPORTIVO DE PARAMOS
AERODROMO DE PARAMOS
Posição: 40º 58′ 24″ N , 008º 38′ 43″ W ( ARP – eixo da pista, 100m da soleira da pista 17 )
Declinação Magnética: 04º 01′ (2006)
Distância/Direcção à Localidade: 3 km / 1.6 nm S
Altitude Máxima: 3m / 10′
CENTRO HIPICO DE PARAMOS
A Secção de Hipismo do ACCV situa-se na Rua da Lagoa – Paramos – Espinho. Tem como zonas envolventes a Barrinha de Esmoriz e a praia de Paramos a cerca de 500 metros, bem como o Aero Clube da Costa Verde, o Golfe de Espinho e o Regimento de Engenharia.
Com todas estas infra-estructuras, torna-se o local ideal para a práctica do desporto equestre e para a divulgação da modalidade, não só devido às condições exteriores e naturais, como também à forte movimentação turística, característica desta região.
A facilidade de acessos facilita também esta divulgação, uma vez que se situa a cerca de 500 metros da E.N. 109 e a cerca de 2 km da variante. Para além do acesso automóvel, beneficia também do apeadeiro de Paramos a cerca de 200 metros das suas instalações.
O principal objectivo da Secção de Hipismo do ACCV é cultivar as diversas disciplinas equestres, promovendo o seu desenvolvimento e
propagando o gosto e o interesse pelo hipismo em geral.

### Transportes

#### Ferrovias
A frequesia é atravessada pela Linha do Norte e pela Linha do Vouga, contando com um apeadeiro de cada uma destas ferrovias no seu território: Apeadeiro de Paramos e Apeadeiro de Monte de Paramos, respetivamente.

#### Arruamentos
A freguesia contém os seguintes arruamentos. São eles:
- Avenida Central Norte
- Avenida Central Sul
- Beco da Rua Central
- Beco dos Ribeirinhos
- Estrada Real
- Largo da Guia
- Lugar da Quinta
- Praceta da Maia
- Rua 1
- Rua 2
- Rua 3
- Rua 4
- Rua Central
- Rua Coração de Jesus
- Rua da Bela Vista
- Rua da Corredoura
- Rua da Costa Verde
- Rua da Deganha
- Rua da Erva Nova
- Rua da Estrada
- Rua da Fonte da Pedra
- Rua da Fresca
- Rua da Glória
- Rua da Guia
- Rua da Igreja
- Rua da Lagoa
- Rua da Lavoura
- Rua da Lomba
- Rua da Maia
- Rua da Palmeira
- Rua da Pinha
- Rua da Praia
- Rua da Presa
- Rua da Quinta
- Rua da Saibreira
- Rua da Silveira
- Rua das Águias
- Rua das Escolas
- Rua das Minas
- Rua das Poças
- Rua do Agueiro
- Rua do Bairro
- Rua do Calvário
- Rua do Caminho de Ferro
- Rua do Espadilha
- Rua do Exame
- Rua do Monte
- Rua do Quartel
- Rua do Vale Vouga
- Rua do Vouga
- Rua dos Loureiros
- Rua dos Moinhos
- Rua dos Morgados
- Rua dos Ribeirinhos
- Rua dos Tanoeiros
- Rua Nova
- Rua Padre Sá
- Travessa Central Norte
- Travessa da Bela Vista
- Travessa da Corredoura
- Travessa da Igreja
- Travessa da Junqueira
- Travessa da Junta
- Travessa da Lomba
- Travessa da Praia
- Travessa da Quinta
- Travessa da Saibreira
- Travessa das Águias
- Travessa do Rio Maior
- Travessa do Sabolão
- Travessa do Vale do Vouga
- Travessa dos Loureiros
- Travessa dos Moinhos
- Travessa dos Talhos

## Cultura

### Monumentos Históricos

#### Castro de Ovil
O Castro de Ovil localiza-se no lugar do Monte, na freguesia de Paramos, concelho de Espinho, distrito de Aveiro, em Portugal. Este castro pré-romano é datado do século II a.C., erguido em posição dominante sobre uma pequena colina orientada a Sul, a 5 quilómetros da atual Cortegaça. Foi abandonado durante o processo de romanização da região, iniciado no início século I. O sítio arqueológico foi identificado em 1981, embora se encontre referido diversos documentos dos séculos X, XI, XII e XIII. A atual toponímia "Ovil" provém da denominação medieval da barrinha de Esmoriz: "Lagona de Auille", "Ubile" e "Obil".
Está classificado pelo antigo IGESPAR como Imóvel de Interesse Municipal desde 1990.
Ao lado do castro encontram-se as ruínas da antiga Fábrica do Castelo, destinada à produção de papel, construída em 1836 e desativada em 1975. A Câmara Municipal de Espinho planeava construir um centro interpretativo e acessos para desenvolver o turismo da zona. Nesse centro seriam mantidos em exposição os artefatos recolhidos pela pesquisa arqueológica, desde cerâmicas a joias, e pedras polidas. Trata-se de um povoado fortificado que apresenta várias estruturas habitacionais de planta circular.

#### Solar dos Pintos / Casa dos Morgados
Descrição Complementar: Edifícios de lojas e um andar do século XVII. Escada perpendicular à fachada sem guarda; do lado direito 3 janelas e 6 à esquerda, de moldura recta.sobre a porta, assente em pequena cimalha a pedra de armas ladeada de aletas e acompanhada de 2 pináculos. "Cinco crescentes em aspa dos Pintos, elmo, por timbre meio corpo de leopardo, paquife. A capela ergue-se à esquerda, actualmente desafecta, apresenta portal de verga recta com cruz e pináculos, e ladeada por postigos.
Época Construção: Século XVII; Arquitecto / Construtor / Autor: Desconhecido; Cronologia: 1552 - data em que foi instituido o morgadio; século XVII - data provável da construção do solar; Bibliografia: GONÇALVES, A. Nogueira, Inventário Artístico de Portugal, Aveiro, Zona Norte, Lisboa, 1981; www.jf-paramos.pt, 30 de Outubro 2007

### Música, Teatro e Dança
BUMP - Banda União Musical Paramense
Herdeira  dos pergaminhos da Primeira Estudantina de Paramos  assumiu-se  a 14 de Janeiro de 1933 a Banda União Musical Paramense  como associação cultural e recreativa  ao serviço da grande arte. Fazendo valer, de início, as  aptidões musicais  dos seus elementos passou-se, pouco depois, a procurar desenvolver-lhes técnicas  mais apuradas de execução, logrando  captar  a atenção dos jovens da freguesia que, desde logo,  se sentiram  os naturais destinatários da sua ação pedagógica. Impulsionada, de início, pela visão clara e determinada de  Domingos Alves Vieira Júnior, fundador, a par do esforço dedicado da comunidade, de  sócios, amigos e benfeitores,  conseguiu  a Banda União Musical Paramense dotar-se com um edifício sede  cuja importância, à época, (1973)  não escapou aos mais atentos.
Desde então para cá  tem a  mais emblemática coletividade de Paramos percorrido um trilho que se constitui como o seu mais eloquente testemunho do trabalho  desenvolvido. Para além de sucessivas demonstrações em concertos, festas, romarias, digressões ao estrangeiro e outros acontecimentos musicais, apresenta a sua  primeira  gravação  em suporte magnético ( cassette) em 1983, a que se seguiu a gravação de um CD em 2004. Por serviços distintos é também  agraciada  em   2008 pela Junta de Freguesia de Paramos com a Medalha de Ouro da freguesia. Com um universo de aproximadamente 400 sócios, apresenta a Banda União Musical de Paramense, ao momento, um elenco musical de cerca  60 elementos.
Atento  à  evolução do nível artístico e instrumental,  o espírito prático e voluntarista do seu Presidente, assente no apoio  esclarecido e incondicional da Direção  e na  competência  do  Maestro, fez saber a toda a comunidade musical  que a Banda iria estabelecer novos níveis de exigência. Adquiriu-se material, apostou-se na polivalência  instrumental e a excelência do resultado não surpreendeu:  estratégia de sustentabilidade, claro rigor orçamental e   artistas determinados no cumprimento  dos parâmetros de qualidade definidos, o que se demonstra com a gravação do CD “Reflexos” que inclui a obra “ Tributo”, homenagem a Joaquim Guimarães.

### Folclore
ABCR - Rancho Regional Recordar é Viver História
Paramos é uma das cinco freguesias que compõem o concelho de Espinho e, apesar de ser banhada pelo mar, quase não viveu nem dependeu dele. Sempre foi uma das mais rurais do concelho e, por isso, ainda hoje mantém e vive tradições verdadeiramente populares. Sentindo a necessidade de manter e reviver o riquíssimo Património Cultural dos seus antepassados, surgiu em 13 de Maio de 1980 este Rancho, tendo os seus responsáveis iniciado um profundo e atento trabalho de recolha e pesquisa, ainda hoje em curso. O Rancho Regional Recordar é Viver de Paramos, é hoje um dos mais representativos desta Região, pela verdade do seu Folclore e Etnografia, orgulhando-se de pertencer à Federação do Folclore Português sendo um digno e fiel intérprete de norte a sul do País, na Europa, África e América, da Cultura Tradicional Portuguesa de Matriz Popular. Foi o iniciador do Festival de Folclore de Espinho e do Folkespinho, e ainda do l Festival de Folclore Lusófono em Portugal.
Os cantares e danças mais características da sua região, são, entre outras: - Rusgas, Viras e Tiranas. Este Rancho é um dos pioneiros, a nível Nacional a apresentar a público quadros temáticos representativos da vida quotidiana dos seus antepassados. Os trajes e diversos adereços são de uma grande variedade e diversidade, não só de acordo com a possibilidade económica de então e de cada um, mas também conforme a época do ano, o dia da semana e as atividades que estivessem a desenvolver.
Fundação: 13 Maio 1980.
Região Etnográfica: Douro Litoral - Sul.
Danças Tradicionais: Danças de Roda, Tiranas, Malhão, Rusgas, Viras (de Roda, Cruz e Coluna), Danças em Linha ou Coluna, entre outras.
Trajes: Lavradores Ricos e Remediados, Ver a Deus (Pobre e Rico), Traje de Festa e Romaria, Domingar, Traje de Feira e diversos Trajes de Trabalho (Campo, Eira e Mar).
Tocata: Concertina, Cavaquinhos, Viola Braguesa (Ramaldeira), Violão, Bandolim, Bombo, Harmónica de beiço e Ferrinhos.
Património: Sede.
Usos e Costumes: Divulgação e preservação da Cultura Tradicional Popular da região dos finais do Sé. XIX.
Representações Nacionais: De Norte a Sul do País e Ilhas da Madeira e Açores.
Representações Internacionais: Espanha, França, Holanda, Bélgica, Alemanha, Itália, África do Sul e Brasil.
Associado: Federação do Folclore Português, Inatel e Associação de Folclore do Concelho de Espinho.

## Desporto

### Futebol
Associação Águias de Paramos
Associação Desportiva Lomba de Paramos
Associação Desportiva Quinta de Paramos
Associação Grupo Desportivo Juventude da Estrada
Escola de Futebol Geração Paramos
Grupo Recreativo Benfazer Cultura e Desporto - Os Morgados

### Atletismo
Associação Desportiva Quinta de Paramos

### Golfe
Oporto Golf Club
Não é obviamente possível no quadro desta breve apresentação resumir mais de 120 anos de história. Uma história ininterrupta de dedicação ao golf e sobretudo aos mais altos valores éticos e educacionais a que o golf está intrinsecamente associado. Pelo Oporto Golf Club passaram ao longo de todos estes anos alguns dos mais prestigiados jogadores mundiais. No Oporto Golf Club iniciaram a prática do golf muitos dos que mais tarde viriam a representar as cores de Portugal nas mais diversas competições. Fundado em 1890 por ingleses radicados na cidade do Porto é o mais antigo clube de golf da Península Ibérica e um dos primeiros da Europa continental. A primeira designação porque foi conhecido era a de OPORTO NIBLICKS, nome que tinha origem no taco mais utilizado-o niblick-consequência directa do campo ser quase integralmente em areia. Estima-se que o número inicial era de 24 sócios.
Em 1900 construí-se um novo campo, já não integralmente em areia, e mudou-se o nome do clube que passou a designar-se por OPORTO GOLF CLUB. Em 1901 realiza-se a primeira Assembleia Geral e controi-se o primeiro club house. Em 1921 foi admitido o primeiro sócio português Fernando Nicolau de Almeida tendo-se no entanto mantido a proibição de os não britânicos participarem em assembleias gerais. Em 1932 foi finalmente revogada a interdição de as senhoras serem sócias do OPORTO. A 18 de Março de 1934 foi inaugurado um novo percurso de golf. Era o primeiro percurso de 18 buracos existente em Portugal. Em 1980 o OPORTO GOLF CLUB adquire oficialmente o estatuto de instituição de utilidade publica. Sua Excelência o Presidente da República conferiu ao OPORTO GOLF CLUB o título e Membro Honorário da Ordem de Mérito a 4 de Maio de 1990.
Ao longo de toda a sua história o Oporto Golf Club sempre se dedicou à formação de jovens jogadores o que se traduziu na conquista de vários campeonatos nacionais quer por equipas quer individuais. Algumas das mais antigas taças do Clube: Taça Skeffington - 1891, Taça Dockery - 1914, Taça Kendall - 1927, Taça Rabbit Box - 1932, Taça Tait - 1932, Taça dos Portugueses - 1935. A taça de golfe disputada ininterruptamente há mais tempo em todo o mundo tem o nome do nosso primeiro presidente: a Taça Skeffington, aberta a jogadores de todos os Clubes filiados na Federação Portuguesas de Golfe e estrangeiros filiados nas respectivas Federações criada em 1981.
Presidentes do OPORTO GOLF CLUB: Charles N. Skeffington –» 1890 / 1900, Cabel Roope –» 1901 /1912, Arthur E. Goone –» 1912 / 1915, Frank P. S. Yeatman –» 1916 / 1947, R.M. Cobb –» 1949 / 1956, C .H .Pheysey -» 1957 / 1959, John Delaforce –» 1960 / 1964, Sebastião Soares –» 1965 / 1966, Fernando Nicolau de Almeida –» 1967 / 1975, Pedro Ruela Torres -» 1976, Justino M. Gonçalves -» 1977, Jorge Soares Cardoso –» 1978 / 1979, José Luís Costa Bastos –» 1980 / 1981, Ricardo Soares –» 1982 / 1985, Nuno Carneiro -» 1986 / 1990, Jorge Soares -» 1991 / 1992, Luis Avides Moreira –» 1993 / 1994, José Carlos Agrellos –» 1995 / 1998, Francisco Javier Olazabal –» 1999 / 2004, Manuel Soares Violas -» 2005.

### Hipismo
ACCV - Aero Clube Da Costa Verde

### Aeromodelismo
ACCV - Aero Clube Da Costa Verde

### Paraquedismo
ACCV - Aero Clube Da Costa Verde

### Voo
ACCV - Aero Clube Da Costa Verde

### Columbofilia
Sociedade Columbófila Andorinhas de Paramos

### Surf e Bodyboard
Escola de Surf e Bodyboard/Praia de Paramos